# Estación de La Granja (Metrovalencia)
La Granja es una estación de la línea 4 de Metrovalencia. Fue inaugurada en 3 de marzo de 1999. Se encuentra en el barrio de la Granja de Burjasot, en la calle Virgen de la Cabeza, en el kilómetro 3 de la autovía urbana CV-35.